# Lajos Göncz
Lajos Göncz (16. červen 1887 Kőszeg – 14. říjen 1974 Budapešť) byl maďarský tenista, otec Árpáda Göncze. 
Pocházel z katolické šlechtické rodiny Gönci, jeho dědeček se účastnil revoluce v roce 1848. Měl čtyři starší sestry. Bojoval v první světové válce a byl dekorován Medailí Za statečnost. Byl ředitelem poštovního úřadu v Pécsi a pak se stal profesionálním tenistou. Byl členem budapešťského Magyar Atlétikai Clubu.
Startoval na Letních olympijských hrách 1924. V prvním kole dvouhry měl volný los a ve druhém kole vypadl s René Lacostem. Ve čtyřhře byl jeho spoluhráčem Kálmán Kirchmayer a podlehli v úvodním zápase americké dvojici Richard Norris Williams–Watson Washburn. Göncz také reprezentoval Maďarsko v Davis Cupu. Vyhrál tenisové turnaje v Balatonlelle, Piešťanech a Kluži, v roce 1926 se stal tenisovým mistrem Budapešti. Po ukončení kariéry v roce 1927 si otevřel tenisovou školu na Markétině ostrově. Přednášel na Vysoké tělovýchovné škole v Budapešti a vydal příručku pro začínající hráče A tenniszjáték iskolája. Působil rovněž jako trenér maďarských i italských mládežnických reprezentantů.
S manželkou Ilonou, rozenou Haimannovou, měl syna Árpáda, který se později stal maďarským prezidentem. Podle Árpádových vzpomínek se však rodiče rozvedli, když mu byly čtyři roky, a pak už se s otcem prakticky nestýkal.